# Localizador ILS
El Localizador del Sistema de Aterrizaje Instrumental (en inglés: Instrument Landing System Localizer  (LOC o LLZ antes del 2007)), o simplemente Localizador ILS, es un sistema de guía horizontal en el sistema de aterrizaje instrumental (ILS), que se utiliza para guiar a una aeronave a lo largo del curso o en el proceso del aterrizaje en su aproximación final para estar correctamente alineado con la pista de aterrizaje.

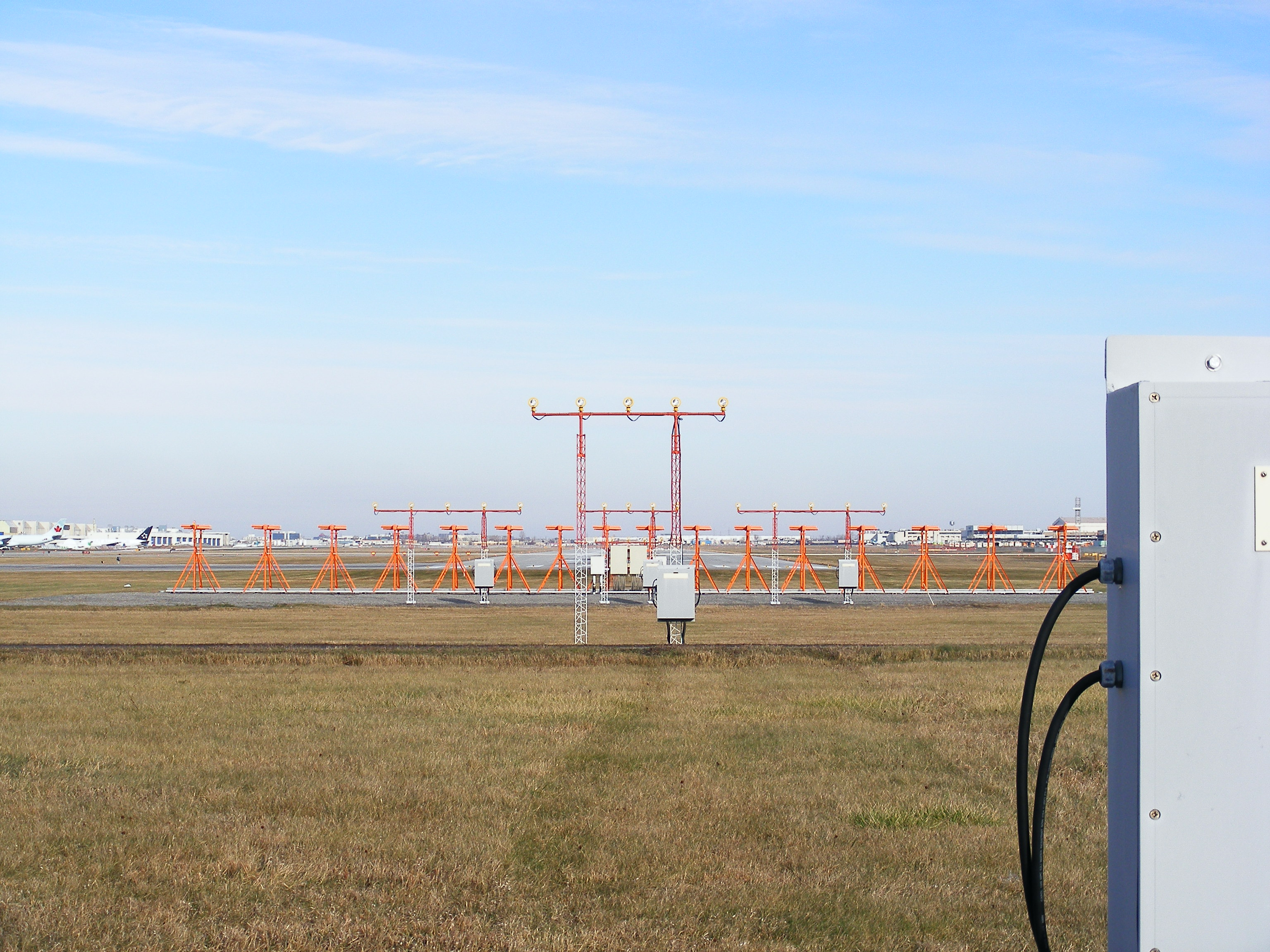
Vista del componente principal del ILS, el localizador ILS, que proporciona guía lateral. El transmisor y la antena están en la línea central en el extremo opuesto de la pista desde la aproximación tres

La antena del localizador ILS normalmente se coloca centralmente en el extremo más alejado de la pista de aterrizaje y consta de múltiples antenas en un conjunto que normalmente tiene aproximadamente el mismo ancho de la pista. Cada antena individual tiene un desplazamiento de fase particular y un nivel de potencia aplicado sólo a la señal SBO, de modo que la señal resultante se retrasa 90 grados en el lado izquierdo de la pista y avanza 90 grados en el derecho. Además, la señal de 150 Hz se invierte en un lado del patrón, otro cambio de 180 grados. Debido a la forma en que las señales se mezclan en el espacio. Las señales SBO interfieren destructivamente y casi se eliminan entre sí a lo largo de la línea central, dejando solo predominante la señal CSB. En cualquier otra ubicación, a cada lado de la línea central, las señales SBO y CSB se combinan de diferentes maneras de modo que predomine una señal moduladora.
Un receptor frente a la matriz recibirá ambas señales mezcladas. Utilizando filtros electrónicos simples, la portadora original y dos bandas laterales se pueden separar y demodular para extraer las señales originales de 90 y 150 Hz con modulación de amplitud. Luego se promedian para producir dos señales de corriente continua (CC). Cada una de estas señales no representa la intensidad de la señal original, sino la intensidad de la modulación en relación con la portadora, que varía a lo largo del patrón del haz. Esto tiene la gran ventaja de que la medición del ángulo es independiente del rango.
Las dos señales de CC se envían luego a un voltímetro convencional, con la salida de 90 Hz tirando la aguja hacia la derecha y la otra hacia la izquierda. A lo largo de la línea central los dos tonos moduladores de las bandas laterales se cancelarán y ambos voltajes serán cero, dejando la aguja centrada en el indicador de la pantalla de vuelo. Si el avión está muy a la izquierda, la señal de 90 Hz producirá un fuerte voltaje de CC (predomina) y la señal de 150 Hz se minimiza, empujando la aguja completamente hacia la derecha. Esto significa que el voltímetro muestra directamente tanto la dirección como la magnitud del giro necesario para que la aeronave regrese a la línea central de la pista de aterrizaje y logre aterrizaje. Como la medición compara diferentes partes de una sola señal completamente en electrónica, proporciona una resolución angular de menos de un grado y permite la construcción de una aproximación de precisión.

## Funcionamiento

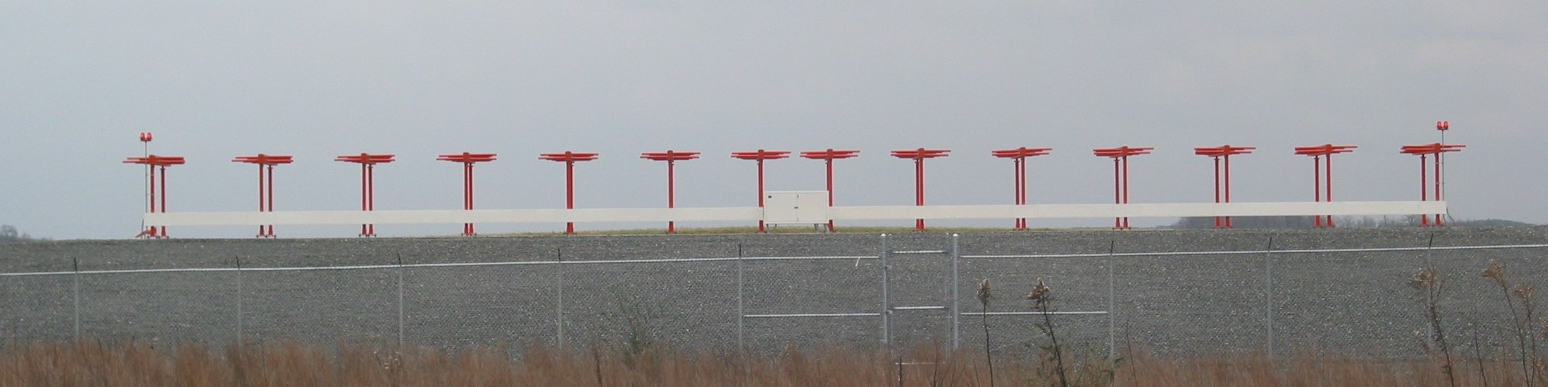
Localizador del componente del Sistema de aterrizaje instrumental en la pista de aterrizaje 27 del Aeropuerto Mena, Arkansas

Un localizador es el componente lateral del sistema de aterrizaje instrumental (ILS) para la línea central de una pista de aterrizaje cuando se combina con la senda de planeo vertical, que no debe confundirse con una Baliza, aunque ambos son partes de los sistemas de navegación en la aeronáutica.
Un localizador (al igual que la senda de planeo) requiere tanto de un sistema de transmisión en la pista donde el cual se desea aterrizar en el aeropuerto como instrumentos de recepción en la cabina. Una aeronave más antigua sin un receptor ILS no puede aprovechar ninguna de las instalaciones o equipos que posean el ILS en ninguna pista de aterrizaje y, lo que es mucho más importante, las aeronaves más modernas no pueden utilizar sus instrumentos ILS en pistas de aterrizaje que carecen de equipos ILS. En algunas partes de África y Asia, los aeropuertos de grandes extensiones pueden carecer de cualquier tipo de sistema de transmisión ILS. Algunas pistas de aterrizaje tienen ILS solo en una dirección; esto aún se puede usar para el centrado horizontal al aterrizar en la dirección opuesta (con menor precisión) y se conoce como haz trasero o curso trasero.

Patrones de emisión de las señales del localizador y de la Senda de planeo

Se transmiten dos señales en uno de los 40 canales ILS. Una señal tiene modulación de amplitud a 90 Hz y la otra a 150 Hz. Se transmiten desde elementos ubicados en antenas en fase ubicados en el mismo lugar cerca de la pista de aterrizaje. Cada antena transmite un haz estrecho. Además, se transmite una señal de compensación a una décima parte de la potencia con un haz más ancho para evitar que los receptores capten los lóbulos laterales del haz principal.
Las fases de las señales en los elementos de antena están dispuestas de tal manera que la señal de 150 Hz es más prominente (tiene una mayor profundidad de modulación) en un receptor ubicado a la derecha de la línea central, y la señal de 90 Hz es más prominente a la izquierda. Los instrumentos ILS de la cabina utilizan la diferencia entre las intensidades de modulación de las dos señales recibidas para indicar la desviación hacia la izquierda o hacia la derecha de la línea central de la pista de aterrizaje durante la aproximación final de una aeronave.

### Codificación
Aunque el esquema de codificación es complejo y requiere una cantidad considerable de equipo terrestre, la señal resultante es mucho más precisa que los sistemas más antiguos basados en haces y mucho más resistente a las formas comunes de interferencia. Por ejemplo, la estática en la señal afectará a ambas subseñales por igual, por lo que no tendrá ningún efecto en el resultado. De manera similar, los cambios en la intensidad general de la señal a medida que la aeronave se acerca a la pista, o los cambios debido al desvanecimiento , tendrán poco efecto en la medición resultante porque normalmente afectarían a ambos canales por igual. El sistema está sujeto a distorsión por trayectos múltiples. Debido al uso de múltiples frecuencias, pero debido a que esos efectos dependen del terreno, generalmente están fijos en su ubicación y pueden explicarse mediante ajustes en la antena o desfasadores.

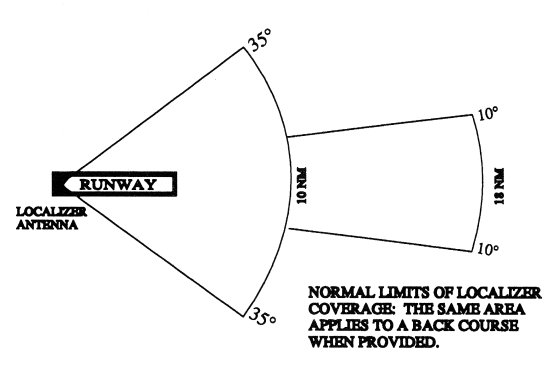
Límites normales de cobertura del localizador.

Además, debido a que es la codificación de la señal dentro del haz la que contiene la información del ángulo, no la intensidad del haz, la señal no tiene que estar estrechamente enfocada en el espacio. En los sistemas de haces más antiguos, la precisión del área de equiseñal era función del patrón de las dos señales direccionales, lo que exigía que fueran relativamente estrechas. El patrón ILS puede ser mucho más amplio. Normalmente se requiere que las instalaciones ILS se puedan utilizar dentro de los 10 grados a cada lado de la línea central de la pista a 25 millas náuticas (46 km; 29 millas) y 35 grados a cada lado a 17 millas náuticas (31 km; 20 millas). Esto permite una amplia variedad de caminos de acceso.

## Emparejamiento de frecuencias
Las frecuencias portadoras del localizador (LOC) y de la senda de planeo (G/P) (también conocida como pendiente de planeo [G/S]) se emparejan de modo que la radionavegación sintonice automáticamente la frecuencia G/S que corresponde a la frecuencia LOC seleccionada. La señal LOC está en el rango de 110 MHz, mientras que la señal G/S está en el rango de 330 MHz.
Las frecuencias portadoras LOC varían entre 108,10 MHz y 111,95 MHz (el primer dígito decimal de 100 kHz siempre es impar, por lo que 108,10, 108,15, 108, 30, etc. son frecuencias LOC y no se utilizan para ningún otro propósito que no sea para las frecuencias portadoras LOC.

## Localizador en la cabina de vuelo

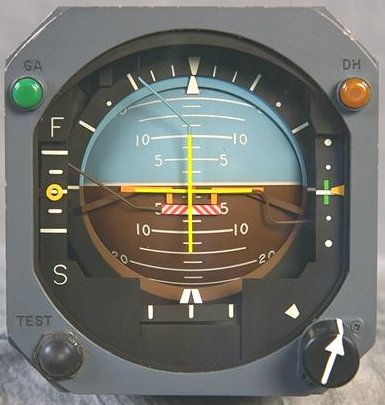
Un indicador de actitud también conocido como horizonte artificial. El localizador se muestra en la escala debajo del indicador de actitud y, en este caso, se ve casi como una señal en forma de flecha hacia arriba "^". Tanto el indicador como su escala no son tan visibles.

Un indicador de senda de planeo, el piloto debe corregir hacia la izquierda y un poco hacia arriba para poder agarrar la senda de planeo y estar alineado con la pista de aterrizaje

El indicador del localizador se muestra en la mayoría de las aeronaves fabricadas desde finales de la década de 1950 debajo del indicador de actitud, pero sigue siendo parte de este instrumento junto con el indicador de senda de planeo y la cruz en el centro del instrumento que se llama director de vuelo.
La escala de la senda de planeo se encuentra a la derecha de la esfera de actitud. En las aeronaves que tienen una brújula giroscópica mecánica, tanto el localizador como la senda de planeo se indican también mediante una flecha vertical y otra horizontal en la brújula, pero se leen esencialmente de la misma manera. En algunos aviones, solo se indica la senda de planeo en dos instrumentos principales, y la versión más antigua de los instrumentos ILS era un instrumento propio que se utilizaba en su lugar. Este utilizaba dos barras colgantes, fijadas en el medio de la parte superior (indicador del localizador) y en el medio del lado izquierdo (indicador de senda de planeo), y si el avión se encontraba en la trayectoria de planeo prevista, las barras colgantes formaban una cruz. Sin embargo, en teoría, esto es más difícil de aprender, pero incluso para los pilotos experimentados en el uso de dichos indicadores, añadía otro instrumento en el que debían centrarse. Con los indicadores añadidos al indicador de actitud y a la brújula, el piloto puede, en teoría, observar la actitud simultáneamente con el localizador y la senda de planeo.
En las cabinas de vuelo más recientes, el localizador se ve como un punto de color (normalmente en forma de diamante) en la parte inferior del indicador de actitud. No aparece durante el Ascenso, sino durante el descenso y la aproximación final a la pista de aterrizaje  seleccionada, siempre que la radio de navegación esté ajustada a la frecuencia ILS de esa pista específica. Si el haz del localizador transmitido, que normalmente, aunque no siempre, se dirige en el rumbo de la prolongación de la pista (existen excepciones, por ejemplo, en Innsbruck, Austria y en Macao), si la aeronave se encuentra en esta línea, el punto del localizador aparecerá en el medio de la escala. Pero si la aeronave se encuentra un poco a la izquierda del haz, el marcador aparecerá a la derecha en la escala del indicador del localizador en la cabina. El piloto sabra entonces que deberá ajustar el rumbo hacia el punto.
En las cabinas más antiguas, la escala del localizador debajo del horizonte artificial es bastante corta. Pero en la instrumentación de cabina de estilo antiguo, el localizador también aparece como una flecha en la brújula giroscópica debajo del horizonte artificial. La parte superior e inferior de esta flecha "son una unidad", que muestra el rumbo actual. Pero la parte media de esta flecha se mueve independientemente del rumbo de la aeronave. La parte media de esa flecha podría describirse como "autónoma", y se mueve hacia la izquierda si la aeronave está ubicada a la derecha del haz del localizador y hacia la derecha si la aeronave está ubicada a la izquierda del haz del localizador. Cuando la flecha está "unida" a una línea recta, entonces la aeronave está siguiendo el haz del localizador. (Este segundo "indicador de flecha" se omite en las cabinas modernas, pero la brújula principal aún se encuentra debajo del horizonte artificial).

## Localizador ILS en la pista de aterrizaje
Cuando la Senda de planeo no está disponible o no se puede utilizar por el momento o por alguna circunstancia externa o interna, el elemento de localizar al localizador a menudo se puede hacer como una aproximación no de precisión separada; o de aproximación instrumental independiente sin ninguna senda de planeo asociada, ambas se abrevian como "LOC" (o "LLZ" antes del 2007).